# Nicolás Estévez Martínez
Nicolás "Nico" Estévez Martínez (nascut el 29 de gener de 1980) és un entrenador de futbol valencià, que és l'actual entrenador en cap del club FC Dallas de la Major League Soccer.

## Carrera
Nascut a València, Estévez va començar la seva carrera amb les categories juvenils del CF San José, amb només 19 anys. L'any 2004 va ser contractat pel València CF per treballar en el seu equip juvenil.
El juliol de 2011, Estévez va ser nomenat entrenador de l'Huracán València CF de recent creació a Segona Divisió B. L'1 de juliol de 2013, després d'haver perdut l'ascens en dues ocasions als play-off, va anunciar la seva marxa del club, i va tornar a València tres dies després, després de ser nomenat al capdavant del filial també al tercer nivell.
El 16 de desembre de 2013, Estévez va ser nomenat entrenador interí del primer equip del València, després que Miroslav Đukić fos destituït. Va estar al capdavant de l'equip durant dos partits, una victòria a casa en la Copa del Rei per 1-0 contra el Gimnàstic de Tarragona i una derrota a casa per 2-3 a la Lliga contra el Reial Madrid; amb 33 anys, es va convertir en el segon entrenador més jove de la història del club, només per darrere d'Óscar Fernández, també interí. Poc després, va tornar al seu paper anterior amb el Mestalla després del nomenament de Juan Antonio Pizzi.
Estévez va ser acomiadat del Mestalla el 7 d'abril de 2014, després de nou partits sense victòries, i va ser substituït per Curro Torres. Al setembre, es va traslladar a l'estranger i es va incorporar al club nord-americà Columbus Crew SC, com a director de Metodologia.
El 6 de gener de 2017, Estévez va ser ascendit a entrenador ajudant de Gregg Berhalter al primer equip del Crew SC. El 16 de gener de 2019, va seguir a Berhalter a la selecció de futbol dels Estats Units, de nou com a assistent.
El 2 de desembre de 2021, Estévez va ser anunciat com a nou entrenador en cap del FC Dallas de la Major League Soccer.

## Palmarès

### Individual
- Segona Divisió B Grup 3 Millor entrenador (Premi Ramón Cobo): 2012–13[12]